# أنتيرودس
أنتيرودس (باليونانية: Αντίρροδος) كانت جزيرة تقع في منطقة الميناء الشرقي لمدينة الإسكندرية في مصر القديمة وكان قد شُيِّد عليها قصر بلطمي. وظلت الجزيرة قيد الاستخدام حتى عهديّ الإمبراطورين سيبتيموس سيفيروس وكاراكلا ويُرجَّح غرقها خلال القرن الرابع ميلادي نتيجة الزلازل والتسونامي التي أعقبت زلزال شرق المتوسط بالقرب من كريت عام 365. الموقع الآن مغمور تحت المياه قبالة سواحل مدينة الإسكندرية الحديثة على عمق خمسة متر (16 قدم) تقريباً.
سجَّل الجغرافيون والمؤرخون الإغريق أوصاف الجزيرة وأحوالها خلال العهد الكلاسيكي القديم. فوصف سترابو داراً ملكياً واقعاً على أنتيرودس سنة 27 قبل الميلاد، وكتب أن اسم الجزيرة والذي يعني ("ضد رودس") هو مشتق من مضاهاة الجزيرة لجزيرة رودس على الضفة الأخرى الشمالية من البحر المتوسط. كانت أنتيرودس جزءاً من الميناء الملكي القديم للإسكندرية والذي كان يُدعى حينذاك «بورتوس ماغنوس» (باللاتينية: Portus Magnus)، والذي اشتمل على أجزاء من شبه جزيرة لوخياس في الجهة الشرقية وجزيرة فاروس غرباً. هُجِر البورتوس ماغنوس وتُرِك حتى أصبح خليجاً مفتوحاً بعد تعرض المنطقة لزلزال في القرن الثامن ميلادي.

## الاكتشاف
أجرى عالم الآثار فرانك غوديو تنقيباً أثرياً تحت الماء في منطقة ميناء الإسكندرية عام 1996 واستطاع تحديد موقع الجزيرة ووجد أنها تقع على الجانب المقابل من الميناء تبعاً للموقع الذي حدده المؤرخ والجغرافي الإغريقي سترابو. وأظهر الغوص التنقيبي أن الجزيرة كانت آهلة قبل تأسيس مدينة الإسكندرية وأنها سُطِّحت بالكامل وأُعِدّت للبناء حوالي سنة 250 ق.م. كانت الجزيرة صغيرة (نحو 500 هكتار أو 1,200 أكر) ومُعبَّدة بصورة كاملة، وتتوزع فيها ثلاثة فروع تقود صوب اتجاهات مختلفة. يبلغ طول الفرع الرئيسي 300 متر (1,000 قدم) وبه ممشى يقابل معبد سيزاريوم الإسكندرية الذي كان واقعاً على شاطئ البحر في البر الرئيسي للمدينة. أمَّا على الممشى الذي كشفه غوديو فهناك أطلال قصر ذو أرضية رخامية متواضع الحجم نسبياً يرجع للقرن الثالث قبل الميلاد. يُعتقد أن كليوباترا اتخذت من القصر بلاطاً ملكياً لها. وهناك على فرع آخر ضيق من الجزيرة معبد للآلهة المصرية القديمة إيزيس وفيه سلسلة من الأعمدة الضخمة، عددها ستين عموداً طول كل منها سبعة أمتار وقطرها متر واحد مصنوعة من غرانيت مصري أحمر وتعلوها تيجان مزيَّنة. وتشير الرسومات القديمة إلى أن هذه الأعمدة كانت بمثابة المدخل الطقسي إلى الجزيرة. وهناك ميناء صغير وأحواض للسفن بين الفروع الواقعة على الجانب الشرقي من الجزيرة. وعُثِرَ على حطام لسفينة رومانية يبلغ طولها ثلاثين متراً، تعود إمَّا للقرن الأول قبل الميلاد أو للقرن الأول ميلادي في المنطقة المجاورة للميناء. تشير الأدلة من الثقب الموجود في هيكل السفينة إلى أنها كانت قد غرِقت نتيجة اصطدامها بقارب آخر.
كما تم تحديد موقع قصر ماركوس أنطونيوس المعروف باسم «تيمونيوم» الغير مكتمل على الجزيرة الغارقة. وكان من الاكتشافات الأخرى العثور على رأس حجري كبير يُعتقد أنه لقيصرون ابن كليوباترا، بالإضافة إلى لوح كوارتزيت كبير عليه نقوش لأحد الفراعنة المصريين وكتابات تشير إلى سيتي الأول وهو والد رمسيس الثاني. وكان قد جلب الحكام البطالمة بعض الآثار الفرعونية الموجودة في الموقع من هليوبوليس وأعادوا استعمالها ليشيدوا فيها مبانيهم. لا يبدو أن الآثار المكتشفة على الجزيرة تعود إلى ما بعد العهد البطلمي، وهو ما قد يشير إلى أن القصر كان قد هُجِرَ بعد فترة قصيرة من مصرع كليوباترا وضم مصر إلى الإمبراطورية الرومانية.